# Gran Premio degli Stati Uniti d'America 1960
Il Gran Premio degli Stati Uniti 1960 si è svolto domenica 20 novembre 1960 sul circuito di Riverside. La gara è stata vinta da Stirling Moss su Lotus del Rob Walker Racing seguito da Innes Ireland sulla Lotus ufficiale e da Bruce McLaren su Cooper.

## Qualifiche
| Pos | N° | Pilota              | Auto            | Squadra                   | Tempo  | Distacco |
| --- | -- | ------------------- | --------------- | ------------------------- | ------ | -------- |
| 1   | 5  | Stirling Moss       | Lotus-Climax    | RRC Walker Racing Team    | 1:54.4 | -        |
| 2   | 2  | Jack Brabham        | Cooper-Climax   | Cooper Car Company        | 1:55.0 | +0.6     |
| 3   | 16 | Dan Gurney          | BRM             | Owen Racing Organisation  | 1:55.2 | +0.8     |
| 4   | 15 | Jo Bonnier          | BRM             | Owen Racing Organisation  | 1:55.6 | +1.2     |
| 5   | 12 | Jim Clark           | Lotus-Climax    | Team Lotus                | 1:55.7 | +1.3     |
| 6   | 11 | John Surtees        | Lotus-Climax    | Team Lotus                | 1:55.8 | +1.4     |
| 7   | 10 | Innes Ireland       | Lotus-Climax    | Team Lotus                | 1:57.0 | +2.6     |
| 8   | 7  | Olivier Gendebien   | Cooper-Climax   | Yeoman Credit Racing Team | 1:57.2 | +2.8     |
| 9   | 6  | Tony Brooks         | Cooper-Climax   | Yeoman Credit Racing Team | 1:57.3 | +2.9     |
| 10  | 3  | Bruce McLaren       | Cooper-Climax   | Cooper Car Company        | 1:57.4 | +3.0     |
| 11  | 17 | Graham Hill         | BRM             | Owen Racing Organisation  | 1:57.6 | +3.2     |
| 12  | 24 | Jim Hall            | Lotus-Climax    | Privato                   | 1:58.2 | +3.8     |
| 13  | 9  | Phil Hill           | Cooper-Climax   | Yeoman Credit Racing Team | 1:58.8 | +4.4     |
| 14  | 8  | Henry Taylor        | Cooper-Climax   | Yeoman Credit Racing Team | 1:59.0 | +4.6     |
| 15  | 14 | Roy Salvadori       | Cooper-Climax   | High Efficiency Motors    | 1:59.6 | +5.2     |
| 16  | 26 | Wolfgang von Trips  | Cooper-Maserati | Scuderia Centro Sud       | 2:01.4 | +7.0     |
| 17  | 21 | Brian Naylor        | Cooper-Maserati | JB Naylor                 | 2:02.2 | +7.8     |
| 18  | 23 | Chuck Daigh         | Scarab          | Reventlow Automobiles Inc | 2:02.6 | +8.2     |
| 19  | 18 | Maurice Trintignant | Cooper-Maserati | Scuderia Centro Sud       | 2:03.2 | +8.8     |
| 20  | 25 | Pete Lovely         | Cooper-Ferrari  | Fred Armbruster           | 2:03.4 | +9.0     |
| 21  | 4  | Ron Flockhart       | Cooper-Climax   | Cooper Car Company        | 2:04.4 | +10.0    |
| 22  | 20 | Robert Drake        | Maserati        | Joe Lubin                 | 2:05.4 | +11.0    |
| 23  | 19 | Ian Burgess         | Cooper-Maserati | Scuderia Centro Sud       | 2:06.6 | +12.2    |

## Gara
I risultati del GP sono stati i seguenti:
| Pos | N° | Pilota              | Costruttore/Motore | Giri | Tempo/Ritiro     | Griglia | Punti |
| --- | -- | ------------------- | ------------------ | ---- | ---------------- | ------- | ----- |
| 1   | 5  | Stirling Moss       | Lotus-Climax       | 75   | 2h28'52”2        | 1       | 8     |
| 2   | 10 | Innes Ireland       | Lotus-Climax       | 75   | +38”0            | 7       | 6     |
| 3   | 3  | Bruce McLaren       | Cooper-Climax      | 75   | +52”0            | 10      | 4     |
| 4   | 2  | Jack Brabham        | Cooper-Climax      | 74   | +1 giro          | 2       | 3     |
| 5   | 15 | Jo Bonnier          | BRM                | 74   | +1 giro          | 4       | 2     |
| 6   | 9  | Phil Hill           | Cooper-Climax      | 74   | +1 giro          | 13      | 1     |
| 7   | 24 | Jim Hall            | Lotus-Climax       | 73   | +1 giro          | 12      |       |
| 8   | 14 | Roy Salvadori       | Cooper-Climax      | 73   | +2 giri          | 15      |       |
| 9   | 26 | Wolfgang von Trips  | Cooper-Maserati    | 72   | +3 giri          | 16      |       |
| 10  | 23 | Chuck Daigh         | Scarab             | 70   | +5 giri          | 18      |       |
| 11  | 25 | Pete Lovely         | Cooper-Ferrari     | 69   | +6 giri          | 20      |       |
| 12  | 7  | Olivier Gendebien   | Cooper-Climax      | 69   | +6 giri          | 8       |       |
| 13  | 20 | Robert Drake        | Maserati           | 68   | +7 giri          | 22      |       |
| 14  | 8  | Henry Taylor        | Cooper-Climax      | 68   | +7 giri          | 14      |       |
| 15  | 18 | Maurice Trintignant | Cooper-Maserati    | 66   | +9 giri          | 19      |       |
| 16  | 12 | Jim Clark           | Lotus-Climax       | 61   | +14 giri         | 5       |       |
| Rit | 17 | Graham Hill         | BRM                | 34   | Cambio           | 11      |       |
| Rit | 19 | Ian Burgess         | Cooper-Maserati    | 29   | Iniezione        | 23      |       |
| Rit | 21 | Brian Naylor        | Cooper-Maserati    | 20   | Motore           | 17      |       |
| Rit | 16 | Dan Gurney          | BRM                | 18   | Surriscaldamento | 3       |       |
| Rit | 4  | Ron Flockhart       | Cooper-Climax      | 11   | Trasmissione     | 21      |       |
| Rit | 6  | Tony Brooks         | Cooper-Climax      | 6    | Testacoda        | 9       |       |
| Rit | 11 | John Surtees        | Lotus-Climax       | 3    | Incidente        | 6       |       |

## Statistiche

### Piloti
- 14ª vittoria per Stirling Moss
- 1º Gran Premio per Jim Hall
- 1° ed unico Gran Premio per Robert Drake e Lance Reventlow
- Ultimo Gran Premio per Ron Flockhart e Chuck Daigh

### Costruttori
- 2° vittoria per la Lotus
- 10º giro più veloce per la Cooper
- Ultimo Gran Premio per la Scarab e la Maserati

### Motori
- 15° vittoria per il motore Climax
- Ultimo Gran Premio per il motore Scarab

### Giri al comando
- Jack Brabham (1-4)
- Stirling Moss (5-75)

## Classifiche Mondiali

### Piloti
| Pos | Pilota             | Punti   |
| --- | ------------------ | ------- |
| 1   | Jack Brabham       | 43      |
| 2   | Bruce McLaren      | 34 (37) |
| 3   | Stirling Moss      | 19      |
| 4   | Innes Ireland      | 18      |
| 5   | Phil Hill          | 16      |
| 6   | Olivier Gendebien  | 10      |
|     | Wolfgang von Trips | 10      |
| 8   | Jim Rathmann       | 8       |
|     | Richie Ginther     | 8       |
|     | Jim Clark          | 8       |
| 11  | Tony Brooks        | 7       |
| 12  | Rodger Ward        | 6       |
|     | Cliff Allison      | 6       |
|     | John Surtees       | 6       |
| 15  | Graham Hill        | 4       |
|     | Jo Bonnier         | 4       |
|     | Paul Goldsmith     | 4       |
|     | Willy Mairesse     | 4       |
| 19  | Carlos Menditeguy  | 3       |
|     | Giulio Cabianca    | 3       |
|     | Don Branson        | 3       |
|     | Henry Taylor       | 3       |
| 23  | Johnny Thomson     | 2       |
| 24  | Eddie Johnson      | 1       |
|     | Lucien Bianchi     | 1       |
|     | Ron Flockhart      | 1       |
|     | Lucien Bianchi     | 1       |

### Costruttori
| Pos | Team               | Punti   |
| --- | ------------------ | ------- |
| 1   | Cooper-Climax      | 48 (58) |
| 2   | Lotus-Climax       | 34 (37) |
| 3   | Ferrari            | 26 (27) |
| 4   | BRM                | 8       |
| 5   | Cooper-Maserati    | 3       |
|     | Cooper-Castellotti | 3       |
| 7   | Porsche            | 1       |